# Samoa américaines aux Jeux olympiques d'été de 2020
Les Samoa américaines participent aux Jeux olympiques d'été de 2020 à Tokyo au Japon. Il s'agit de sa 9e participation à des Jeux d'été.

## Athlètes engagés
| Sport         | Hommes | Femmes | Total |
| ------------- | ------ | ------ | ----- |
| Athlétisme    | 1      | 0      | 1     |
| Haltérophilie | 1      | 0      | 1     |
| Natation      | 1      | 1      | 2     |
| Voile         | 2      | 0      | 2     |
| Total         | 5      | 1      | 6     |

## Résultats

### Athlétisme
Les Samoa américaines bénéficient d'une place attribuée au nom de l'universalité des Jeux. Nathan Crumpton dispute le 100 mètres masculin.
| Athlète         | Épreuve        | Tour préliminaire | Tour préliminaire | 1er tour | 1er tour | Demi-finale | Demi-finale | Finale  | Finale  |
| Athlète         | Épreuve        | Temps             | Rang              | Temps    | Rang     | Temps       | Rang        | Temps   | Rang    |
| --------------- | -------------- | ----------------- | ----------------- | -------- | -------- | ----------- | ----------- | ------- | ------- |
| Nathan Crumpton | 100 m masculin | 11 s 27           | 9e                | Éliminé  | Éliminé  | Éliminé     | Éliminé     | Éliminé | Éliminé |

### Haltérophilie
Tanumafili Jungblut a reçu une invitation tripartite de la part de la IWF attribuée à la zone Océanie.
| Athlète             | Compétition     | Arraché  | Arraché | Épaulé-jeté | Épaulé-jeté | Total  | Rang |
| Athlète             | Compétition     | Résultat | Rang    | Résultat    | Rang        | Total  | Rang |
| ------------------- | --------------- | -------- | ------- | ----------- | ----------- | ------ | ---- |
| Tanumafili Jungblut | Moins de 109 kg | 150 kg   | 14e     | 180 kg      | 13e         | 330 kg | 13e  |

### Natation
Le comité a accepté les deux invitations universelles pour envoyer concourir leurs deux meilleurs nageurs Micah Masei et Tilali Scanlan
| Athlète        | Épreuve               | Séries       | Séries | Demi-finales | Demi-finales | Finale   | Finale   |
| Athlète        | Épreuve               | Temps        | Rang   | Temps        | Rang         | Temps    | Rang     |
| -------------- | --------------------- | ------------ | ------ | ------------ | ------------ | -------- | -------- |
| Micah Masei    | 100 m brasse masculin | 1 min 4 s 93 | 46e    | Éliminée     | Éliminée     | Éliminée | Éliminée |
| Tilali Scanlan | 100 m brasse féminin  | 1 min 10 s 1 | 32e    | Éliminée     | Éliminée     | Éliminée | Éliminée |

### Voile
Un équipage a réussi à qualifier un bateau en 470 puisqu'il a concouru aux championnats d'Océanie où seuls deux inscrits ont disputé l'épreuve et alors que l’Australie et la Nouvelle-Zélande avaient déjà un ticket de qualification,.
| Athlète                   | Compétition | Régate | Régate | Régate | Régate | Régate | Régate | Régate | Régate | Régate | Régate | Régate | Total net | Rang final |
| Athlète                   | Compétition | 1      | 2      | 3      | 4      | 5      | 6      | 7      | 8      | 9      | 10     | CM     | Total net | Rang final |
| ------------------------- | ----------- | ------ | ------ | ------ | ------ | ------ | ------ | ------ | ------ | ------ | ------ | ------ | --------- | ---------- |
| Adrian Hoesch Tyler Paige | 470 hommes  | 18     | 19     | 18     | 17     | 17     | 16     | 19     | 18     | 18     | 18     | EL     | 159       | 18e        |